# Chrysodema borneensis
Chrysodema borneensis es una especie de escarabajo del género Chrysodema, familia Buprestidae. Fue descrita científicamente por Kerremans en 1909.